# 李后
李后（?—?），战国時期楚考烈王的王后，赵国李園之妹，楚幽王、楚哀王的母亲。東漢《越絕書》作李环，《東周列國志》作李嫣。
楚考烈王没有儿子，李园想把妹妹献给楚王。先任春申君的舍人。把妹妹就献给春申君，之后有孕。李园让妹妹说服春申君再把她献给楚王。于是春申君把她献给楚王。楚王于是召幸她。生下儿子悍，立为太子。她被立为王后。楚王于是重用李园。前238年，楚考烈王死后，李园杀死春申君，立外甥太子悍为楚幽王。前228年，楚幽王的弟弟楚哀王在位时，楚考烈王庶子负刍听说楚幽王不是楚考烈王的儿子，所以怀疑楚哀王也不是楚考烈王的后代。于是袭杀和李太后、李园全家，大臣立负刍为楚王。